# Мандьонд
Мандьо́нд (фр. Mendionde) — коммуна во Франции, находится в регионе Аквитания. Департамент — Атлантические Пиренеи. Входит в состав кантона Пеи-де-Бидаш, Амикюз и Остибар. Округ коммуны — Байонна.
Код INSEE коммуны — 64377.

## География

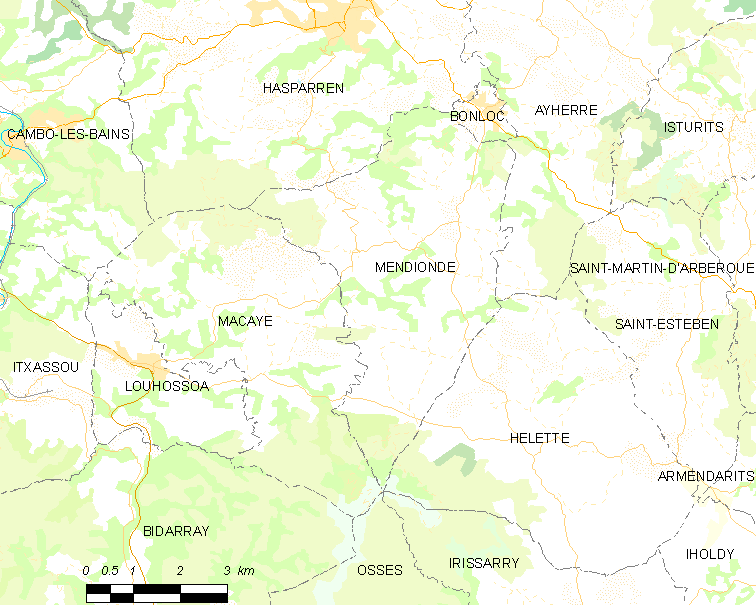
Карта коммуны

Коммуна расположена приблизительно в 680 км к юго-западу от Парижа, в 180 км южнее Бордо, в 80 км к западу от По.
На севере коммуны протекает река Жуайёз.

## Климат
Климат тёплый океанический. Зима мягкая, средняя температура января — от +5°С до +13°С, температуры ниже −10 °C бывают редко. Снег выпадает около 15 дней в году с ноября по апрель. Максимальная температура летом порядка 20-30 °C, выше 35 °C бывает очень редко. Количество осадков высокое, порядка 1100 мм в год. Характерна безветренная погода, сильные ветры очень редки.

## Население
Население коммуны на 2010 год составляло 816 человек.
| 1962 | 1968 | 1975 | 1982 | 1990 | 1999 | 2010 |
| ---- | ---- | ---- | ---- | ---- | ---- | ---- |
| 749  | 732  | 744  | 723  | 720  | 705  | 816  |

## Администрация
| Период | Период | Фамилия         | Партия | Примечания |
| ------ | ------ | --------------- | ------ | ---------- |
| 1995   | 2008   | Леон Даместуа   |        |            |
| 2008   | 2020   | Люсьен Бетбедер |        |            |

## Экономика
В 2010 году среди 521 человека трудоспособного возраста (15-64 лет) 404 были экономически активными, 117 — неактивными (показатель активности — 77,5 %, в 1999 году было 69,9 %). Из 404 активных жителей работали 390 человек (223 мужчины и 167 женщин), безработных было 14 (3 мужчин и 11 женщин). Среди 117 неактивных 34 человека были учениками или студентами, 47 — пенсионерами, 36 были неактивными по другим причинам.

## Достопримечательности
- Церковь Св. Киприана. Исторический памятник с 1925 года[4]
- Замок Гарро[фр.]

## Фотогалерея

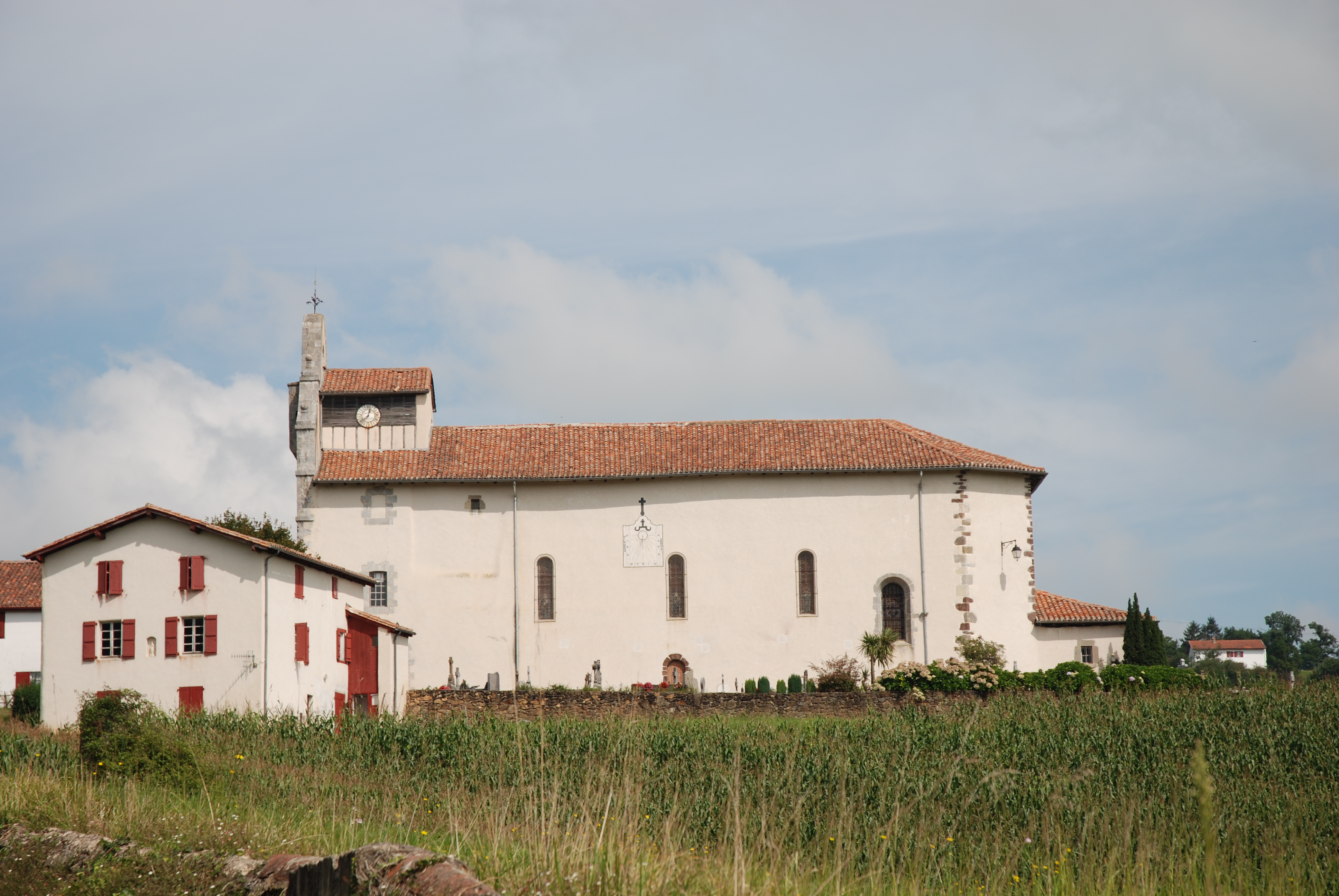
Церковь Св. Киприана
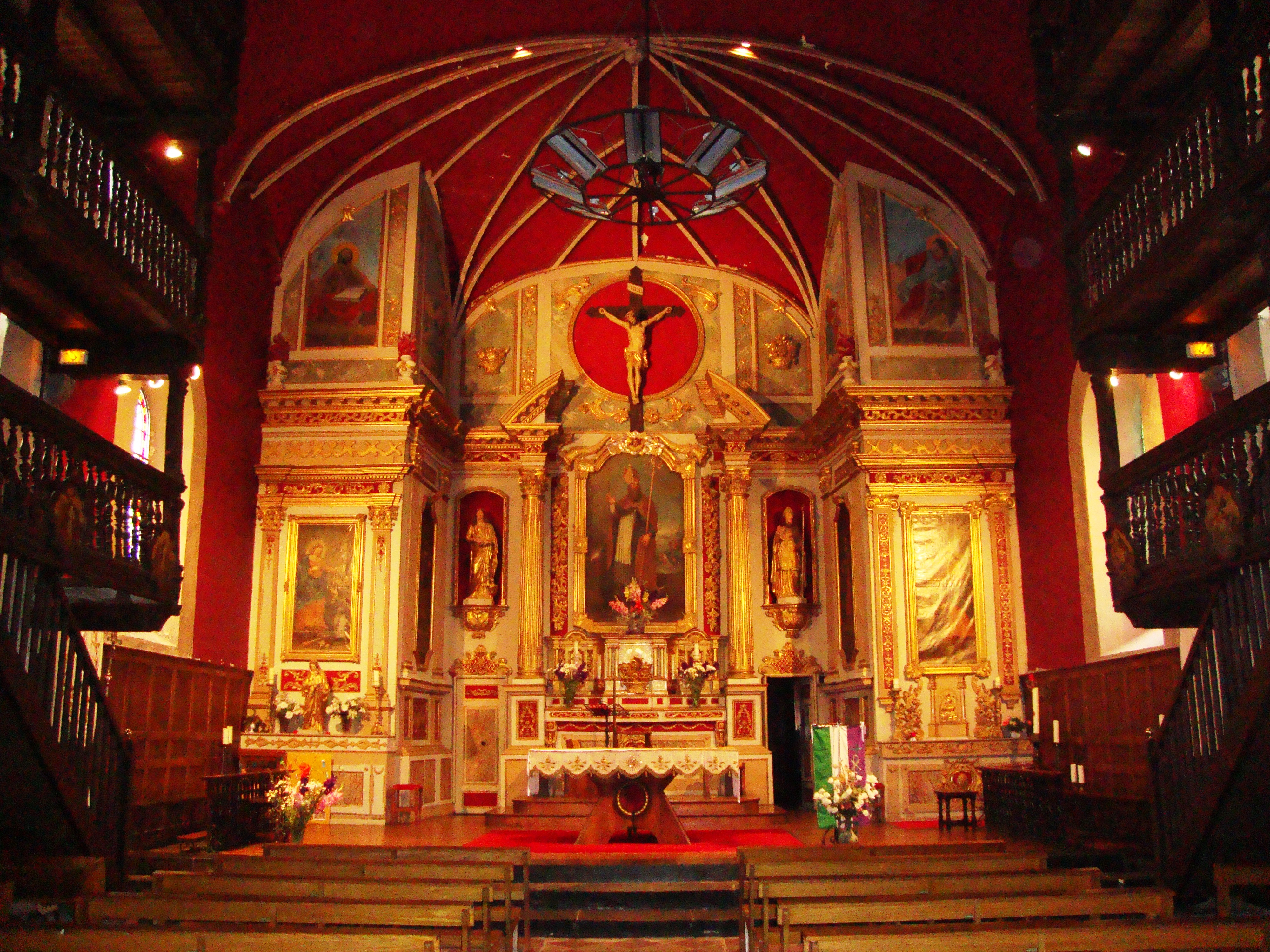
Интерьер церкви Св. Киприана
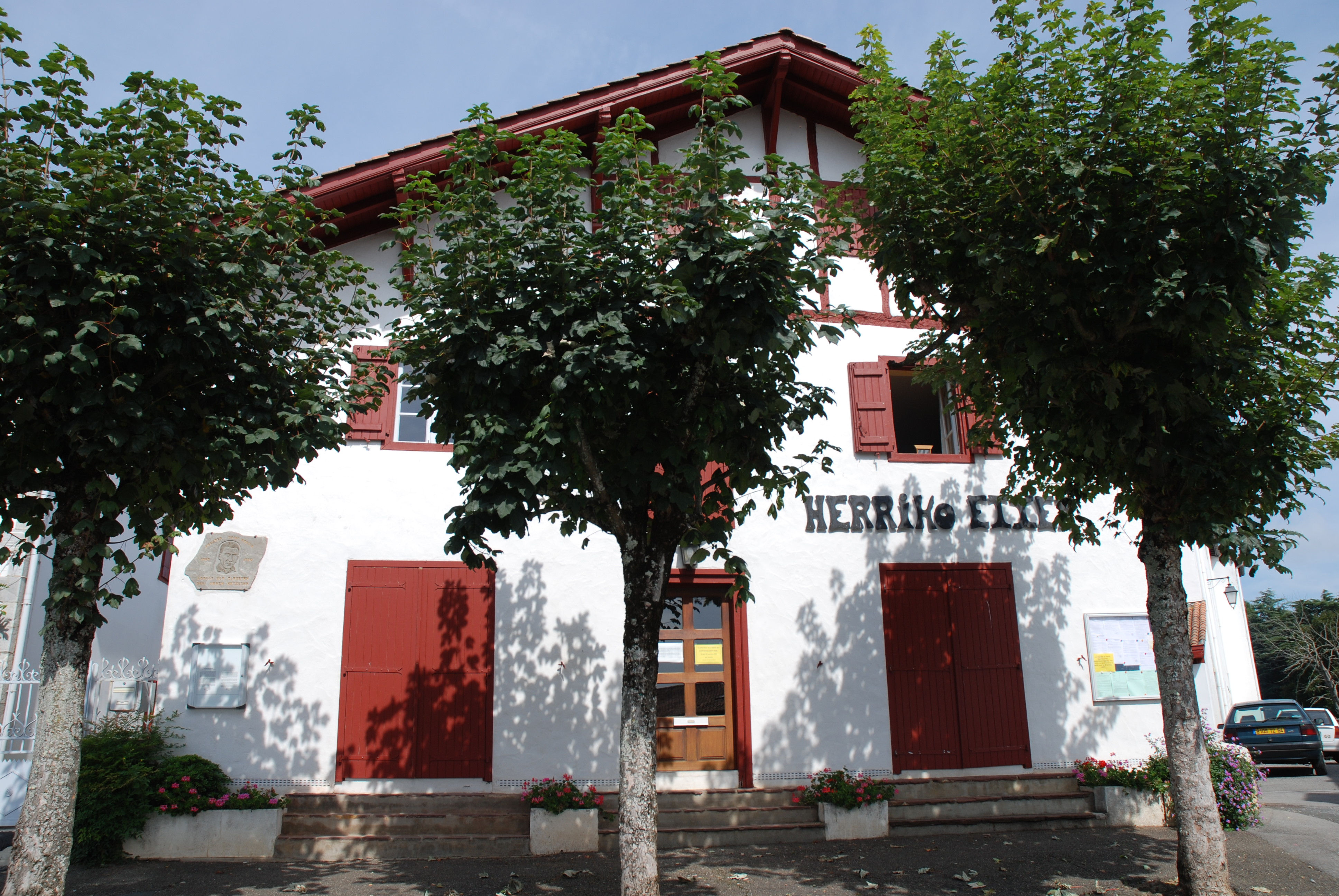
Мэрия
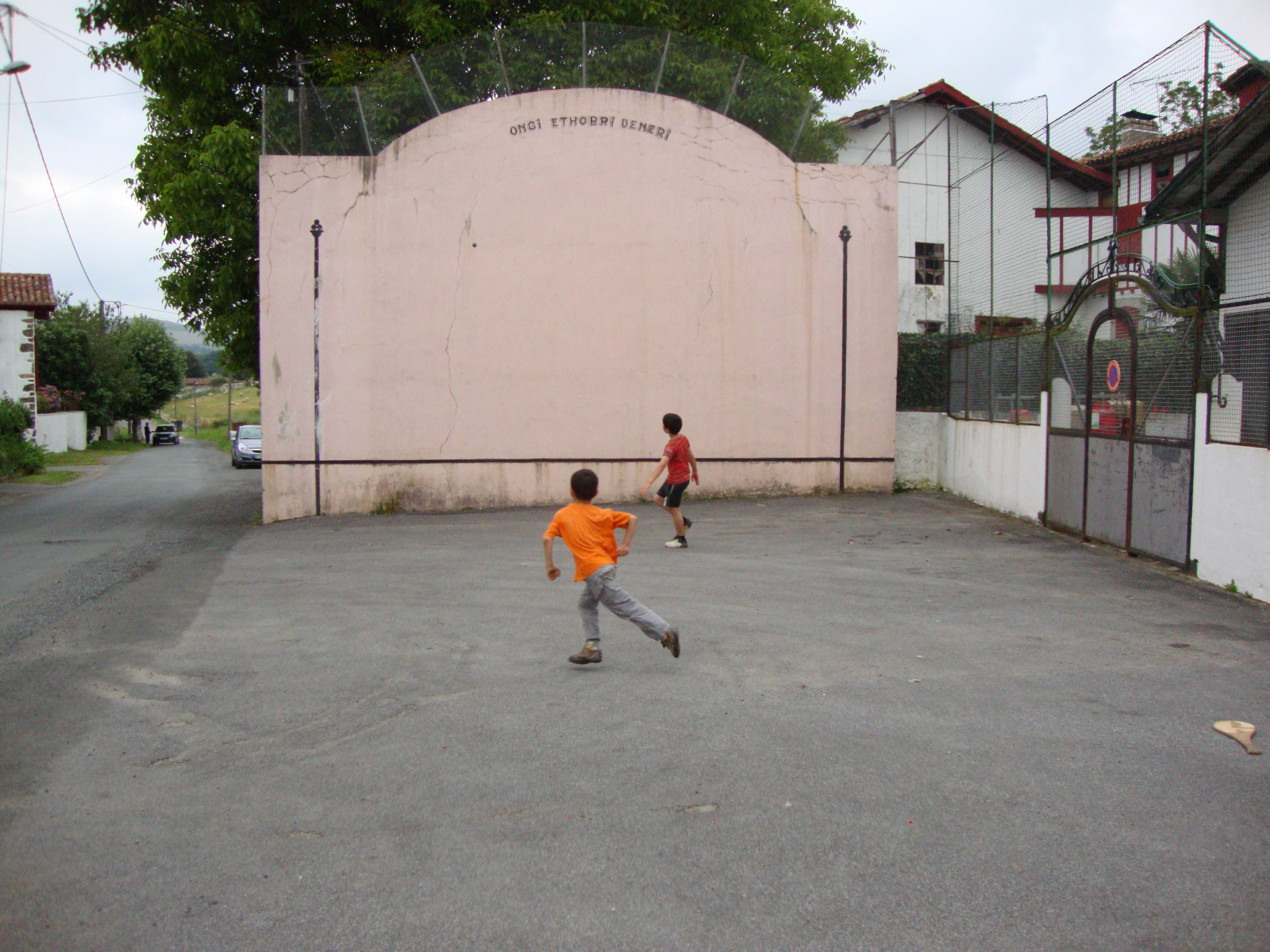
Фронтон (площадка для игры в пелоту)
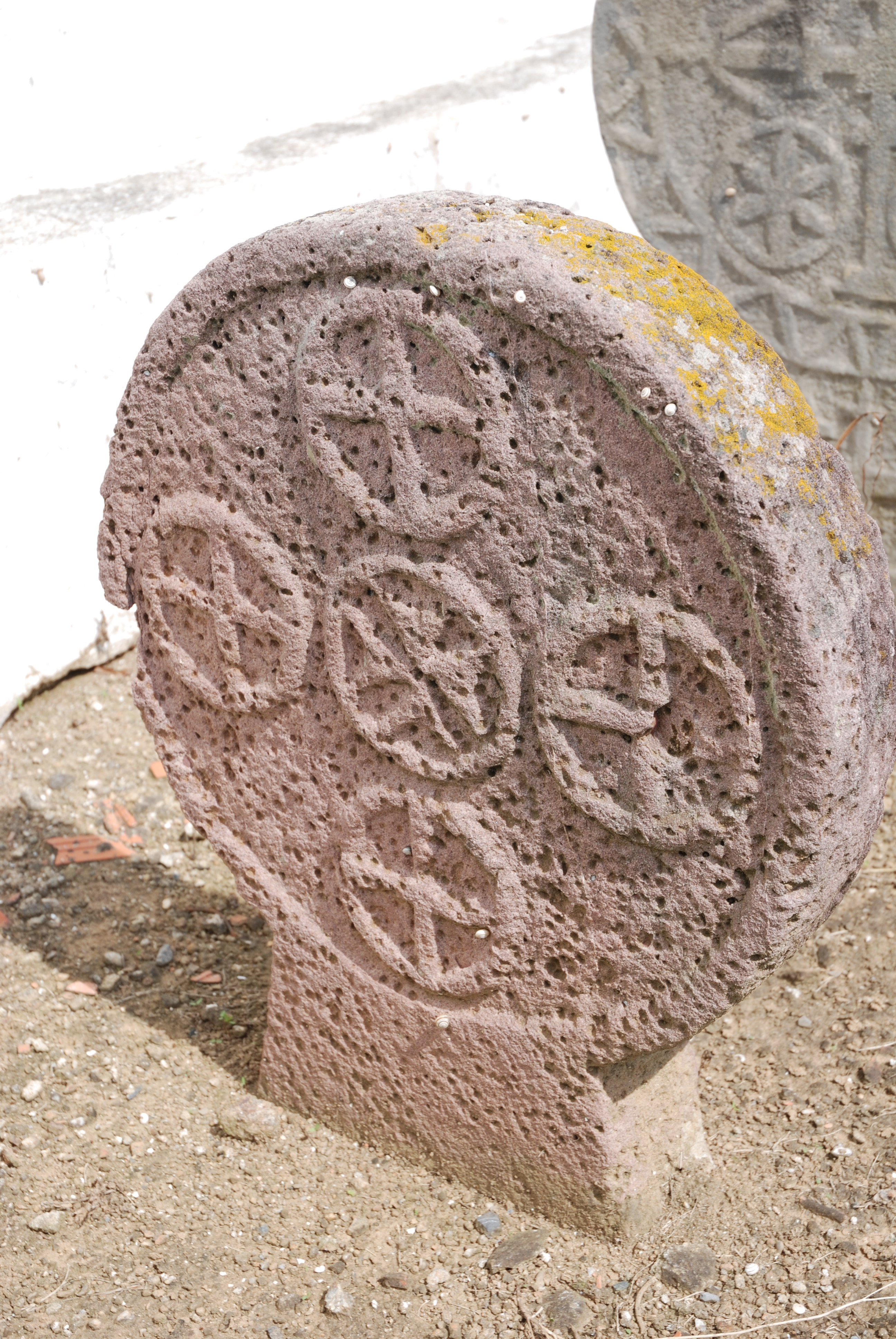
Баскская дискообразная стела
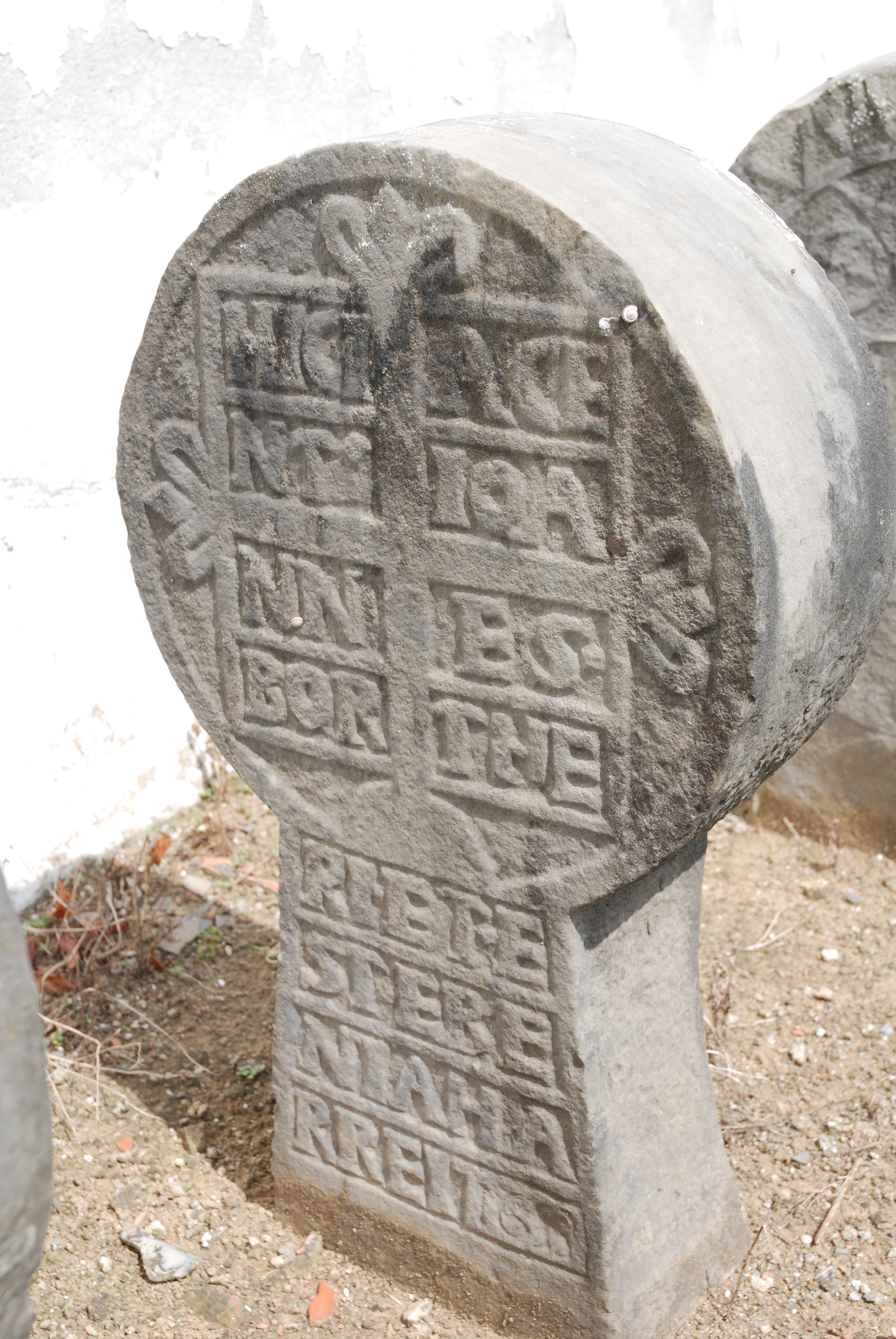
Баскская дискообразная стела